# Histaspes (filho de Dario I)
Histaspes, filho de Dario I e Atossa, foi um dos comandantes persas na Segunda Guerra Médica.

## Família
Histaspes foi um dos quatro filhos  de Dario, filho de Histaspes, e Atossa, filha de Ciro II,; os filhos foram Xerxes I, o mais velho, Histaspes , Masistes e Aquêmenes.
Assim como seus irmãos, e vários meio-irmãos,  Histaspes participou da Segunda Guerra Médica, sendo o comandante das forças da Báctria e dos citas escaranos, chamados de amírgios sacanos pelos persas.